# 陶鋳
陶 鋳（とう ちゅう、タオ・ヂュー、1908年1月16日 - 1969年11月30日）は中華人民共和国の政治家、軍人。号は剣寒。中華人民共和国の建国以前は政治宣伝の分野で活動し、建国後は広東省を中心に地方の要職を歴任。中央に抜擢後、国務院副総理、中国共産党中央政治局常務委員、党中央宣伝部長などを歴任したが、文化大革命で失脚。

## 経歴
湖南省祁陽県石洞源榔樹村に生まれる。父・鉄錚は辛亥革命に参加したが、1918年に軍閥の呉佩孚の部下によって殺害された。
陶鋳は1926年に黄埔軍官学校（第5期）へ入学し、同年、中国共産党に入党した。1927年、南昌起義と広州起義に参加。同年末に帰郷し、劉東軒と共に中国共産党祁陽県委員会を組織し、軍事委員兼青年委員に任じられ、「年関暴動」を組織した。1929年、福建省に移り、中国共産党福建省委員会秘書長、書記となる。その後、福建省党委組織部長、漳州党特別委員会書記、福州中心市党委書記などを歴任し、閩南工農紅軍遊撃隊を創設した。
1933年5月、上海で逮捕、無期徒刑（無期懲役刑）に処せられ、南京中央監獄に収監された。1937年、第二次国共合作が成立すると、周恩来・葉剣英により救出された。
出獄後、湖北省党委常務委員兼宣伝部長、鄂豫挺進支隊政治委員代理を務めた。1940年、延安に移り、党中央軍事委員会秘書長兼政治部秘書長となる。後に政治宣伝部長も兼任した。1945年、第7回党大会に出席。
国共内戦時は、遼寧省、遼吉省、遼北省などの党委書記を経て、東北野戦軍（のちの第4野戦軍）政治部副主任を務めた。
1949年からは党中南局常務委員、中南軍区政治部副主任、主任を歴任し、中華人民共和国建国後の1950年、広西省党委員会書記代理となる。1951年11月には広州に移り、1952年1月、広東省人民政府委員となる。1953年、党華南分局書記代理兼広東省人民政府主席代理に就任。1955年1月8日、広東省省長に任命され、同年7月1日、広東省党委第一書記となる（1965年まで在任）。また、広州軍区第一政治委員、軍区党委第一書記を兼任した。1956年9月の第8回党大会において中央委員に選出される。1960年12月1日からは党中央中南局第一書記も兼任した（1965年まで）。1964年2月、陶鋳が執筆した「人民公社は前進する」と題する論文が『人民日報』に掲載されると、毛沢東の目に留まり、中央に抜擢された。1965年1月4日、国務院副総理に就任。1966年6月4日、党中央書記処常務書記兼中央宣伝部長に任命される。同年8月の第8期11中全会において党中央政治局常務委員に選出された。政治局常務委員会内での序列は毛沢東、林彪、周恩来に次ぐ第4位となった。
1966年に毛沢東が文化大革命を発動したとき、陶鋳は中央文革小組の宣伝担当顧問に任命され、文革の推進役としての役割を毛沢東から期待されていた。陶鋳は毛沢東の指示に従い、文革を積極的に推進しようとしたが、文革の目的が「劉少奇・鄧小平の打倒」であることについては理解しかねていた。その後まもなく、陶鋳は毛沢東の寵愛を失った。一方、陶鋳もまた紅衛兵に疑問を感じていたし、江青をあまりよく思っていなかった。

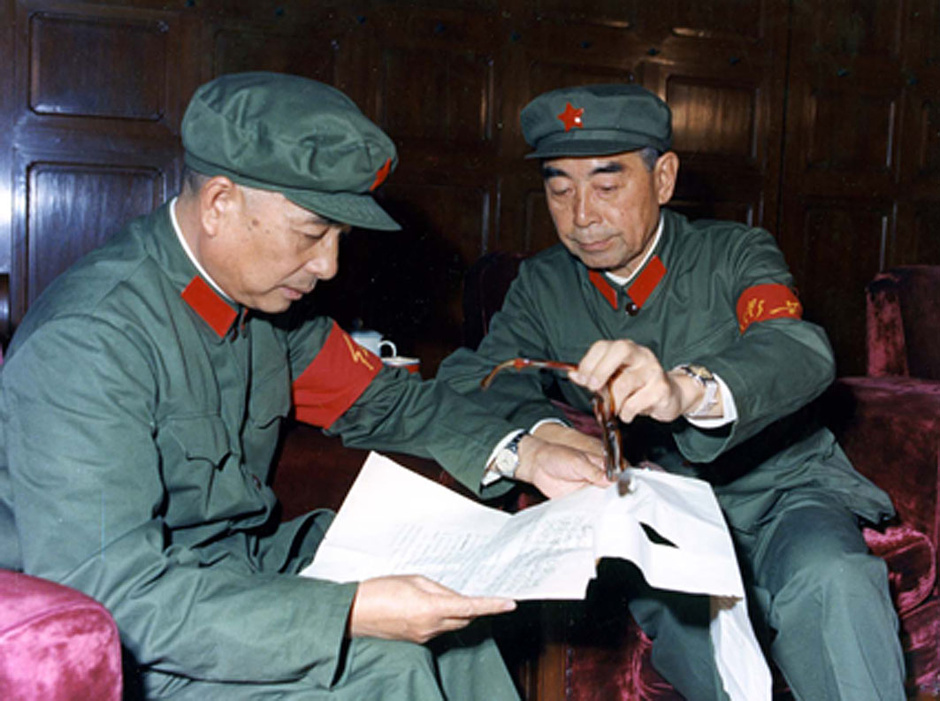
周恩来と陶鋳（1966年）

林彪は陶鋳が、第4野戦軍以来の部下（中国語で「自己人」）だったので、何度も陶鋳に「あなたは今から受身の立場にならねばならない」と警告した。また、毛沢東が陶鋳を批判する必要があると決心したとき、周恩来は晩節をまっとうする心理状態だったこともあり、毛の意志にさからうこともできなかった。
1967年1月4日、江青は陶鋳を「ブルジョア反動路線の新たな代表」と断じ、中央文革小組の組長である陳伯達は「陶鋳は中国最大の保皇派である」と宣言して「打倒陶鋳」を呼びかけた。紅衛兵らによって吊るし上げられた陶鋳は自由を奪われ、1月10日、全職務を解任されて失脚した。
1967年9月、姚文元は『人民日報』で、「陶鋳の2冊の本を評す」（「评陶铸的两本书」）を発表し、陶鋳を「フルシチョフ式的野心家」、「叛徒」、「逮捕を免れている右派」、「修正主義者」、「反革命の裏切り者」とし、陶鋳著の『理想・情操・精神生活』、『思想・感情・文采』の二冊は「資産階級の反革命派的『理想』であり、裏切り者の『精神生活』であり、無産階級に対して恨み骨髄に徹した感情が充満している」と宣言した。
失脚後、安徽省合肥市に移された陶鋳は、1969年11月30日、胆道癌により死去した。
1978年12月、第11期3中全会で陶鋳の名誉は回復され、同年12月24日に人民大会堂西大庁で彭徳懐と陶鋳の追悼会が挙行された。
妻・曽志との間に娘の陶斯亮がある。